# قيراط (ميزان)
القيراط وهو مكيال إسلامي استُعمِل في الوزن أثناء العصور الإسلامية. والقيراط ثلاث حبات شعير، وأصله قِرّاط وجمعه قراريط وأصل الكلمة من اليونانية كيراتيون (κεράτιον) وتعني بذرة الخروب 
وتصغيرها كيراس (κέρας)‏
والتي كانت في الإمبراطورية الرومانية مكيالا للوزن 
لكن ليس للذهب.
والقيراط جزء من أجزاء الدينار؛ وقد اختلفت المذاهب في مقداره.
فعند الحنفية: القيراط واحد على عشرين (1/20) من الدينار. إذن القيراط يساوي عندهم 0.2125 غرام. وعند الجمهور: هو واحد على أربعة وعشرين (1/24) من الدينار. فالقيراط يساوي 0.1771 غرام.

## المصدر
1. 1 2  Harper, Douglas. "carat". قاموس علم اشتقاق الألفاظ.
2. ↑  κεράτιον, Henry George Liddell, Robert Scott, A Greek-English Lexicon, on Perseus نسخة محفوظة 06 أكتوبر 2016 على موقع واي باك مشين.
3. ↑  Walter W. Skeat (1888), An Etymological Dictionary of the English Language نسخة محفوظة 01 فبراير 2017 على موقع واي باك مشين.
4. ↑  κέρας, Henry George Liddell, Robert Scott, A Greek-English Lexicon, on Perseus نسخة محفوظة 06 أكتوبر 2016 على موقع واي باك مشين.
5. ↑  carat, Oxford Dictionaries نسخة محفوظة 23 مايو 2011 على موقع واي باك مشين.